# Flapper (小泉今日子のアルバム)
『FLAPPER－KYOKO Ⅶ－』（フラッパー）は、小泉今日子7枚目のオリジナル・アルバム。1985年7月5日にビクター音楽産業から発売された。

## 概要
小泉がアイドルとして人気絶頂の時に発売されたアルバムで、7月発売ということもあり、全体的に夏をイメージした曲でまとめられている。全11曲全てにおいて作曲者が異なっているのが大きな特徴でアルバムのセールスポイントである。
タイトルの「フラッパー」には、″髪をショートカットにして短いスカートを穿き、伝統的な価値観を嫌って奔放に生きる若い女性″ ″うまく飛べない若鳥″ ″パタパタと動く物″ などの意味がある。
ジャケットのタイトルロゴは「FLAPPER」と全て大文字で表記されているが、LP、CD、カセットテープそのものにおいての表記、及び本作に収録されているアルバムタイトルと表題曲の表記は「Flapper」となっている。
シングル曲「常夏娘」が収録されているが、シングル版とはイントロ部分や間奏・エンディング部分が若干異なり、アルバム版では波音のSEやコーラスが入る等の変更が加えられている。B-5「Someday」の作詞・美夏夜(みかよ)は小泉の別名義である。
2008年5月21日には、「常夏娘」のB面曲「哀愁小町」、KYON2名義でリリースされた12インチシングル「ハートブレイカー」とそのB面曲「太陽の誘惑」などが追加収録された『Flapper+3』が紙ジャケット仕様でリリースされた。

## 収録曲

### LP／CT
| #  | タイトル                 | 作詞   | 作曲       | 編曲     |
| -- | ------------------------ | ------ | ---------- | -------- |
| 1. | 「Flapper」              | 康珍化 | MAYUMI     | 鷺巣詩郎 |
| 2. | 「ウインク・キラー」     | 松本隆 | 和泉宏隆   | 新川博   |
| 3. | 「Telephone」            | 康珍化 | 都倉俊一   | 中村哲   |
| 4. | 「素直じゃなくって御免」 | 松本隆 | 林哲司     | 椎名和夫 |
| 5. | 「純愛」                 | 松本隆 | 大沢誉志幸 | 船山基紀 |

| #  | タイトル                  | 作詞     | 作曲         | 編曲       |
| -- | ------------------------- | -------- | ------------ | ---------- |
| 1. | 「マッスル・ピーチ」      | 佐伯健三 | 矢野顕子     | 佐久間正英 |
| 2. | 「常夏娘」(Album Version) | 緑一二三 | 幸耕平       | 矢野立美   |
| 3. | 「片想い」                | 麻生圭子 | 山川恵津子   | 山川恵津子 |
| 4. | 「Free」                  | 松本隆   | 馬飼野康二   | 馬飼野康二 |
| 5. | 「Someday」               | 美夏夜   | 井上ヨシマサ | 鷺巣詩郎   |
| 6. | 「二人」                  | 飯島真理 | 飯島真理     | 飯島真理   |

### Flapper＋3
- 2008年5月21日発売[5]。全曲デジタルリマスター・紙ジャケット仕様。新たに3曲がボーナス・トラックとして追加収録された[6]。

| #   | タイトル                  | 作詞     | 作曲         | 編曲       |
| --- | ------------------------- | -------- | ------------ | ---------- |
| 1.  | 「Flapper」               | 康珍化   | MAYUMI       | 鷺巣詩郎   |
| 2.  | 「ウインク・キラー」      | 松本隆   | 和泉宏隆     | 新川博     |
| 3.  | 「Telephone」             | 康珍化   | 都倉俊一     | 中村哲     |
| 4.  | 「素直じゃなくって御免」  | 松本隆   | 林哲司       | 椎名和夫   |
| 5.  | 「純愛」                  | 松本隆   | 大沢誉志幸   | 船山基紀   |
| 6.  | 「マッスル・ピーチ」      | 佐伯健三 | 矢野顕子     | 佐久間正英 |
| 7.  | 「常夏娘」(Album Version) | 緑一二三 | 幸耕平       | 矢野立美   |
| 8.  | 「片想い」                | 麻生圭子 | 山川恵津子   | 山川恵津子 |
| 9.  | 「Free」                  | 松本隆   | 馬飼野康二   | 馬飼野康二 |
| 10. | 「Someday」               | 美夏夜   | 井上ヨシマサ | 鷺巣詩郎   |
| 11. | 「二人」                  | 飯島真理 | 飯島真理     | 飯島真理   |

| #   | タイトル                    | 作詞               | 作曲       | 編曲       |
| --- | --------------------------- | ------------------ | ---------- | ---------- |
| 12. | 「哀愁小町」                | 松本隆             | 馬飼野康二 | 馬飼野康二 |
| 13. | 「ハートブレイカー」(KYON2) | 高見沢俊彦・高橋研 | 高見沢俊彦 | 井上鑑     |
| 14. | 「太陽の誘惑」(KYON2)       | 高見沢俊彦         | 高見沢俊彦 | 井上鑑     |

### 曲解説
1. Flapper
アルバムタイトル曲。
2. ウインク・キラー
原曲は1985年にT-SQUAREがリリースしたアルバム「R・E・S・O・R・T」に収録されている「OMENS OF LOVE」。
同曲は女性目線から書かれた歌詞であるが、同じタイトルで男性目線から見た歌詞を付けた曲が野村宏伸のデビュー・シングルとしてリリースされている。(作詞は同じく松本隆)
3. Telephone
4. 素直じゃなくって御免
5. 純愛
6. マッスル・ピーチ
7. 常夏娘（Album Version）
14thシングル表題曲のアルバムバージョン。
8. 片想い
9. Free
10. Someday
11. 二人
作詞・作曲・編曲を担当した飯島真理がピアノ伴奏を行っている。

#### Flapper＋3 ボーナス・トラック
1. 哀愁小町
14thシングル「常夏娘」のB面曲。
2. ハートブレイカー
15thシングル表題曲。12インチシングルのみのリリースだったが、本作で初CD化となった。
3. 太陽の誘惑
15thシングル「ハートブレイカー」のB面曲。12インチシングルのみのリリースだったが、本作で初CD化となった。